# Вансан, Лео
Лео Вансан (фр. Léo Vincent; род. 6 ноября 1995, Везуль, Франция) — французский профессиональный шоссейный велогонщик, выступающий за команду Groupama-FDJ.

## Достижения
2015
- 3-й - Annemasse - Bellegarde et retour
- 1-й на этапе 4 Ronde de l'Isard d'Ariège (U23)
- 1-й на этапе 5 Тура Савойи (Tour des Pays de Savoie)

2016
- 2-й - GP du Pays d'Aix
- 3-й в генеральной классификации Ronde de l'Isard d'Ariège (U23)
- 4-й в генеральной классификации Тура Савойи (Tour des Pays de Savoie)